# Merry Christmas, Baby
Merry Christmas, Baby es el primer disco villancico del cantante británico Rod Stewart, lanzado el 30 de octubre de 2012 por el sello Verve. Resultó ser un éxito en el top 10  en muchos países como el Reino Unido, Estados Unidos y Australia. En noviembre de 2012 recibió una certificación de platino por la RIAA tras vender un millón de copias en Estados Unidos. David Foster y el propio artista se encargaron de la producción.

## Recepción comercial
Merry Christmas, Baby debutó en el tercer lugar de la lista Billboard 200, donde vendió 117 000 copias en su primera semana y estuvo siete semanas en el top 10. Hacia el 27 de diciembre de 2012, vendió 823 000 copias en los Estados Unidos de acuerdo con Nielsen SoundScan, y resultó ser el disco navideño más vendido hasta la fecha. En el Reino Unido, debutó en el segundo lugar en el conteo Official Albums Chart y se mantuvo seis semanas en el top 10.

## Lista de canciones
| N.º | Título                                                                   | Escritor(es)                          | Duración |  |
| 1.  | «Have Yourself a Merry Little Christmas»                                 | Hugh Martin, Ralph Blane              | 4:31     |  |
| 2.  | «Santa Claus Is Coming to Town»                                          | J. Fred Coots, Haven Gillespie        | 2:48     |  |
| 3.  | «Winter Wonderland» (con Michael Bublé)                                  | Felix Bernard, Richard B. Smith       | 2:26     |  |
| 4.  | «White Christmas»                                                        | Irving Berlin                         | 3:49     |  |
| 5.  | «Merry Christmas, Baby» (con Cee Lo Green & Trombone Shorty)             | Johnny Moore, Lou Baxter              | 3:53     |  |
| 6.  | «Let It Snow! Let It Snow! Let It Snow!» (con Dave Koz)                  | Sammy Cahn, Jule Styne                | 2:51     |  |
| 7.  | «What Are You Doing New Year's Eve?» (con Ella Fitzgerald & Chris Botti) | Frank Loesser                         | 3:43     |  |
| 8.  | «Blue Christmas»                                                         | Billy Hayes, Jay W. Johnson           | 3:30     |  |
| 9.  | «Red-Suited Superman» (con Trombone Shorty)                              | Rod Stewart, David Foster, Amy Foster | 3:11     |  |
| 10. | «When You Wish Upon a Star»                                              | Leigh Harline, Ned Washington         | 3:47     |  |
| 11. | «We Three Kings» (con Mary J. Blige)                                     | John Henry Hopkins, Jr.               | 3:27     |  |
| 12. | «Silent Night»                                                           | Franz Xaver Gruber, Joseph Mohr       | 4:24     |  |
| 13. | «Auld Lang Syne»                                                         | Traditional, Robert Burns             | 3:45     |  |

| Deluxe edition |                                                           |                                     |          |  |
| N.º            | Título                                                    | Escritor(es)                        | Duración |  |
| 14.            | «What Child Is This?»                                     | Traditional, William Chatterton Dix | 4:17     |  |
| 15.            | «The Christmas Song (Chestnuts Roasting on an Open Fire)» | Mel Tormé, Robert Wells             | 3:39     |  |
| 16.            | «Silver Bells»                                            | Jay Livingston, Ray Evans           | 3:25     |  |

## Listas
| Conteo (2012)            | Posición |
| ------------------------ | -------- |
| Canadian Albums Chart    | 1        |
| Hungarian Albums Chart   | 29       |
| New Zealand Albums Chart | 1        |
| Spanish Albums Chart     | 20       |
| Swedish Albums Chart     | 2        |
| UK Albums Chart          | 2        |
| Billboard 200            | 3        |

### Listas de fin de año
| Lista (2012)          | Posición |
| --------------------- | -------- |
| Dutch Albums Chart    | 96       |
| UK Albums Chart       | 14       |
| EE. UU. Billboard 200 | 170      |